# ГЕС Buon Kuop
ГЕС Buon Kuop — гідроелектростанція у центральній частині В'єтнаму. Знаходячись між ГЕС Buôn Tua Srah (вище по течії) та ГЕС Hòa Phú (29 МВт), входить до складу каскаду на річці Срепок, яка дренує західний схил Аннамських гір та вже на території Камбоджі в районі водосховища ГЕС Lower Sesan II впадає ліворуч у Сесан, котра в свою чергу невдовзі зливається з річкою Секонг та впадає ліворуч до Меконгу.
У межах проекту річку трохи нижче від злиття її витоків Krong No (саме на ньому працює згадана вище Buôn Tua Srah) і Krong Ana перекрили греблею висотою 34 метри, довжиною 1828 метрів та товщиною по гребеню 8 метрів. Вона утримує водосховище з площею поверхні 5,6 км2 та об'ємом 63,2 млн м3 (корисний об'єм 14,7 млн м3), в якому припустиме коливання рівня поверхні в операційному режимі між позначками 409 та 412 метрів НРМ (у випадку повені останній показник може зростати до 414,5 метра НРМ).
Від резервуару по правобережжю в обхід розташованих нижче греблі порогів прокладено два дериваційні тунелі довжиною по 4,1 км з діаметром 7 метрів. При цьому, оскільки Срепок після виходу зі сховища описує дугу, відстань між греблею та машинним залом по руслу річки перевищує 12 км. На завершальному етапі тунелі зв'язані з двома запобіжними балансувальними резервуарами баштового типу, після чого переходять у напірні водоводи довжиною 0,28 км та 0,24 км зі спадаючим діаметром від 7 до 5 метрів.
Наземний машинний зал обладнали двома турбінами типу Френсіс потужністю по 110 МВт, які при напорі у 98,5 метра забезпечують виробництво 1,4 млрд кВт-год електроенергії на рік.
Відпрацьована вода по відвідному каналу довжиною 0,6 км повертається у Срепок.
Видача продукції відбувається по ЛЕП, розрахованих на роботу під напругою 220 кВ та 110 кВ.